# Тепоцотлан
Тепоцотлан (исп. Tepotzotlán)  —   город в Мексике, входит в штат Мехико. Население 68 374 человека.

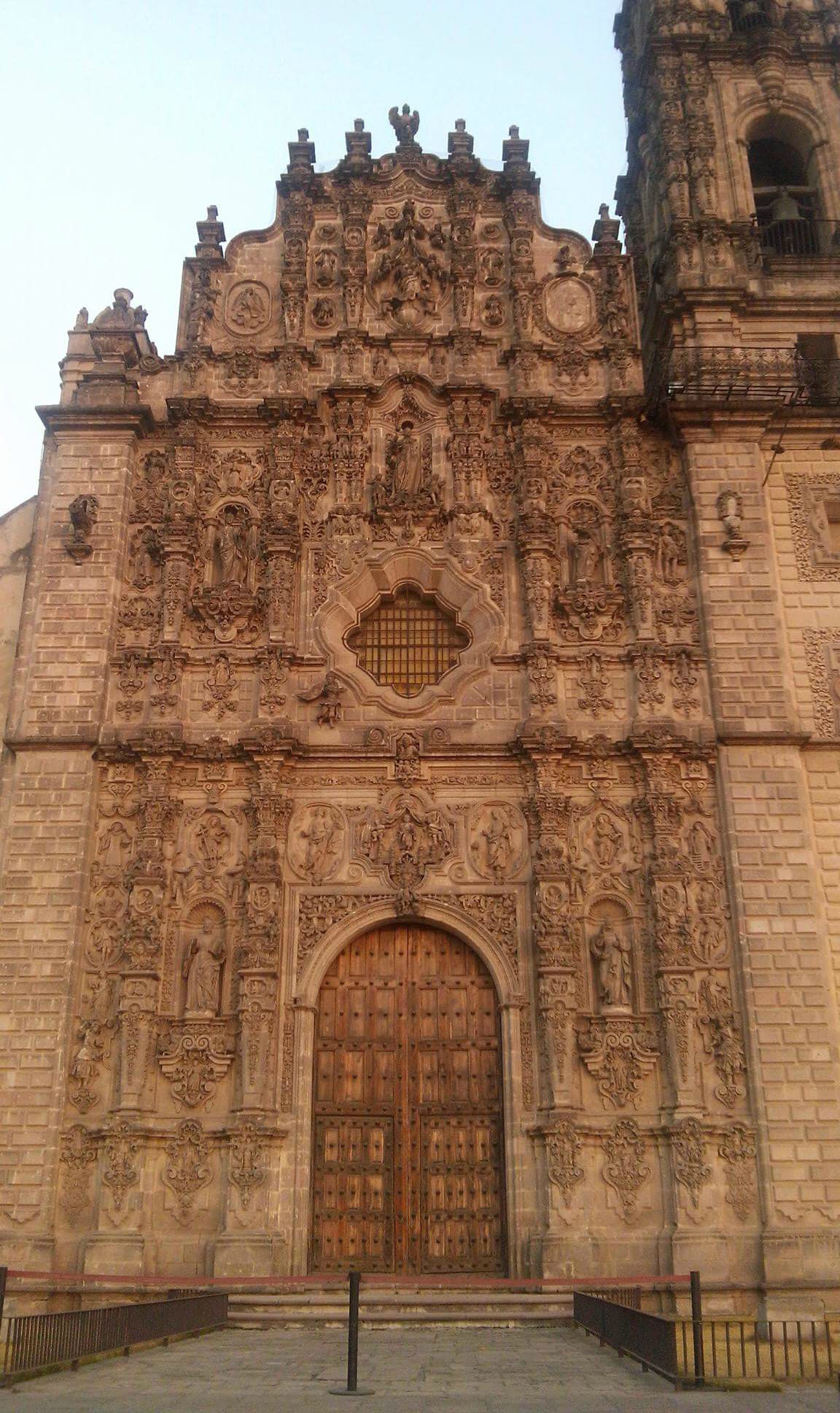
Церковь